# Stadionul Concordia
Het Stadionul Concordia is een multifunctioneel stadion in Chiajna, een plaats in Roemenië.
Het stadion wordt vooral gebruikt voor voetbalwedstrijden, de voetbalclub CS Concordia Chiajna maakt gebruik van dit stadion. Het stadion werd ook gebruikt voor het Europees kampioenschap voetbal mannen onder 19 van 2011. Er werden drie groepswedstrijden, een halve finale en de finale gespeeld.
In het stadion is plaats voor 5.123 toeschouwers. Het stadion werd geopend in 2007 en gerenoveerd in 2010. Bij die renovatie werd er nieuwe verlichting geplaatst. In het stadion ligt een grasveld van 105 bij 68 meter.